# Battleship
Battleship är en amerikansk science fiction-film från 2012, regisserad av Peter Berg. Filmen baseras på spelet "Battleship". Filmens huvudroller spelas av bland andra Taylor Kitsch, Alexander Skarsgård, Brooklyn Decker, Rihanna och Liam Neeson. Filmen hade biopremiär den 11 april 2012 i Sverige och den 18 maj i USA.

## Handling
I Hawaiiöarna får en internationell flotta vid Pearl Harbor gå med i en dynamisk och intensiv kamp mot en utomjordisk ras vid namn "The Regents". De har kommit till jorden på uppdrag att bygga en strömkälla i havet. På deras besök kommer de i kontakt med den internationella flottan.

## Rollista
- Taylor Kitsch - Örlogskapten Alex Hopper
- Alexander Skarsgård - Kommendörkapten Stone Hopper
- Rihanna - Petty Officer (GM2) Cora Raikes
- Brooklyn Decker - Samantha "Sam" Shane
- Tadanobu Asano - Kapten Yugi Nagata
- Hamish Linklater - Cal Zapata
- Liam Neeson - Amiral Terrance Shane
- Peter MacNicol - USA:s försvarsminister
- John Tui - Chief Petty Officer Walter "Beast" Lynch
- Jesse Plemons - Jimmy "Ordy" Ord
- Gregory D. Gadson - Överstelöjtnant Mick Canales
- Jerry Ferrara - Sampson Jood Strodell
- Adam Godley - Dr. Nogrady
- Rico McClinton - Kapten Browley
- Josh Pence - Chief Moore
- Stephen C. Bishop - JPJ OOD
- Gary Grubbs - Stabschefen för USA:s flygvapen
- Griff Furst - BIP tekniker
- Marcus Lyle Brown - Befälhavare